# Lee Kang-seok
Pour les articles homonymes, voir Lee.
Lee Kang-seok, né le 28 février 1985, est un patineur de vitesse sud-coréen.

## Palmarès
- Jeux olympiques
  -  Médaille de bronze sur 500 m en 2006, aux Jeux olympiques d'hiver de 2006 à Turin (Italie)
- Championnats du monde
  -  Médaille d'or sur 500 m à Salt Lake City en 2007
  -  Médaille d'or sur 500 m à Richmond en 2009
  -  Médaille d'argent aux Championnats du monde de sprint d'Obihiro en 2010
- Coupe du monde
  - Vainqueur du classement du 500 m en 2005-2006 et 2010-2011.
  - Vainqueur du classement du 100 m en 2007-2008.
  - 40 podiums dont 12 victoires.